# Toy Story of Terror!
Toy Story of Terror! (bra/prt: Toy Story de Terror) é um curta-metragem estadunidense e um especial de Halloween da Pixar de animação dirigido por Angus MacLane. Ele foi exibido nos Estados Unidos no canal ABC (American Broadcasting Company) no dia 16 de Outubro de 2013. E no Brasil foi exibido no Disney Channel dia 27 de Outubro às 20:00 junto com a trilogia de Toy Story.

## Elenco de vozes
| Personagem           | Voz original       | Dublador(a)         |
| -------------------- | ------------------ | ------------------- |
| Jessie               | Joan Cusack        | Mabel Cezar         |
| Combate Carl         | Carl Weathers      | Francisco Jr.       |
| Combate Carl Jr.     | Carl Weathers      | Francisco Jr.       |
| Woody                | Tom Hanks          | Marco Ribeiro       |
| Buzz Lightyear       | Tim Allen          | Guilherme Briggs    |
| Sr. Cabeça de Batata | Don Rickles        | Alfredo Martins     |
| Rex                  | Wallace Shawn      | Marco Antônio Costa |
| Espeto               | Timothy Dalton     | Gutemberg Barros    |
| Trixie               | Kristen Schaal     | Christiane Monteiro |
| Ron, o Gerente       | Stephen Tobolowsky | Júlio Chaves        |
| Gata                 | Kate McKinnon      | Taryn Szpilman      |
| Mãe da Bonnie        | Lori Alan          | Bia Barros          |
| Transiton            | Peter Sohn         | Rodrigo Antas       |
| Bonnie               | Emily Hahn         | Perla Ficher        |
| Entregadora          | Dawnn Lewis        | Gabriella Bicalho   |
| Vampiro              | Jason Topolski     | Mauro Ramos         |
| Betsy                | Laraine Newman     | Andréa Murucci      |
| Pocketeer            | Ken Marino         | André Rossi         |
| Hora Certa           | Christian Roman    | José Santa Cruz     |
| Mecânico             | Jason Topolski     | Renan Freitas       |
| Computador           | Tara Strong        | Andréa Murucci      |
| Policial Wilson      | Angus MacLane      | Philippe Maia       |
| Policial Phillips    | Josh Cooley        | Reginaldo Primo     |

## Enredo
Bonnie e sua mãe estão em uma viagem para visitar a avó de Bonnie; Bonnie trouxe Woody, Buzz Lightyear, Jessie, Rex, Sr. Espeto, Sr. Cabeça de Batata e Trixie com ela. No porta-malas do veículo, os brinquedos assistem a um filme de terror em um DVD player portátil. Quando o pneu do carro fura, Bonnie e sua mãe passam a noite no motel Durma Bem à beira da estrada, pois um caminhão de reboque não poderá ser enviado até a manhã seguinte.
Assim que Bonnie adormecem, seus brinquedos saem da mala de Bonnie para explorar o quarto do motel, mas o Sr. Cabeça de Batata desaparece. Neste ponto, o Sr. Espeto começa a narrar os eventos em andamento como se fosse parte de um filme de terror real, considerando-se um especialista. Os brinquedos procuram no motel pelo Sr. Cabeça de Batata, mas vários são levados por uma iguana chamada Sr. Jones, deixando apenas Jessie. Em um banheiro, Jessie conhece uma figura de ação chamada Combate Carl, que foi separada de seu dono, Billy. Combate Carl insta Jessie a fugir para seu dono por segurança, mas ela insiste em tentar resgatar seus amigos. A iguana retorna para levar Combate Carl, e por fim Jessie. A iguana é propriedade do gerente do motel, Ron, que treinou o Sr. Jones para roubar brinquedos e outros itens dos hóspedes do motel para que ele possa vendê-los em leilões online. Ron coloca Jessie na sala dos fundos de seu escritório, em um armário de vidro contendo seus amigos, Combate Carl e outros brinquedos roubados.
Conforme a manhã se aproxima, um comprador compra Woody online e Ron o embala em uma caixa. Jessie é vendida logo em seguida, mas Ron se distrai com a chegada do guincho e Jessie é deixada no balcão. Uma entregadora leva a caixa de Woody para seu caminhão, e Combate Carl diz a Jessie que sua única esperança de resgatar Woody e escapar é Jessie viajar até o caminhão em uma caixa. Aterrorizada, Jessie insiste que não pode entrar em uma caixa, mas Combate Carl a ajuda a ganhar confiança. Uma vez dentro do caminhão, ela se liberta e salva Woody. Eles voltam para o escritório, onde Bonnie e sua mãe estão fazendo check-out. Sr. Jones ataca Jessie, mas a mão do Sr. Cabeça de Batata (que havia sido engolida pela iguana) consegue abrir uma cortina, revelando os brinquedos roubados para Bonnie e sua mãe, que ameaça entregar Ron à polícia. Bonnie recupera seus brinquedos e a viagem é retomada.
No meio os créditos, Combate Carl embarca no caminhão de entrega com os brinquedos restantes na esperança de retornar ao seu dono, Billy. Dois policiais chegam para interrogar Ron, que tenta escapar sequestrando o veiculo da polícia, mas é forçado a fugir a pé após colidir imediatamente com a placa do motel; os oficiais iniciam uma caçada por ele.